# Renke
Renke so vasica z osmimi naseljenimi hišami v litijski občini na desnem bregu reke Save ob cesti Litija-Zagorje. V vasi je cerkev Sv. Miklavža in gostilna »Pri gasilcu«.
Blizu vasi reko Savo premošča jeklena viseča brv, ki je nekdaj povezovala vas z železniško postajo v starem vagonu na levem bregu reke. Ob povodnji leta 1990 je brv odneslo. Postajo so ukinili, ker do nje ni bilo več dostopa, in je po postavitvi nove 72 m brvi leta 1993 niso več obnovili. Iz tistega časa je pri bližnjih predorih ostal grafit »Hočemo nov most«; tako kot most je tudi ta lepo viden z vlaka med postajama Sava in Zagorje.
Renke so po državni cesti povezane z Zagorjem in Litijo, iz njih vodi tudi asfaltirana cesta v višje ležečo Konjšico ter naprej na Kumljansko, druga cesta pa vodi v Šumnik, Tepe in Polšnik.

## Plezališče
Na severni strani reke Save se nahaja plezališče. Skala niha od solidne do odlične in nudi za spoznanje manj trenja kot primorski apnenec. Plezališče nudi raznovrstno plezanje od položnih plat do previsov. Manjkajo le strehe. Poleti je priporočljiva zaščita pred klopi, pod steno živijo tudi kače. Večino smeri je opremil Vili Guček.
Najprimernejši čas za plezanje je od maja do junija in od septembra do oktobra. Stene imajo jugovzhodno lego in dopoldansko sonce, kar omogoča plezanje tudi v toplejših zimskih dneh. Poleti je večina smeri v senci po 15. uri. V dežju je možno plezati v nekaterih smereh, po daljšem deževju ostajajo smeri ponekod mokre.